# Odnożyca pośrednia

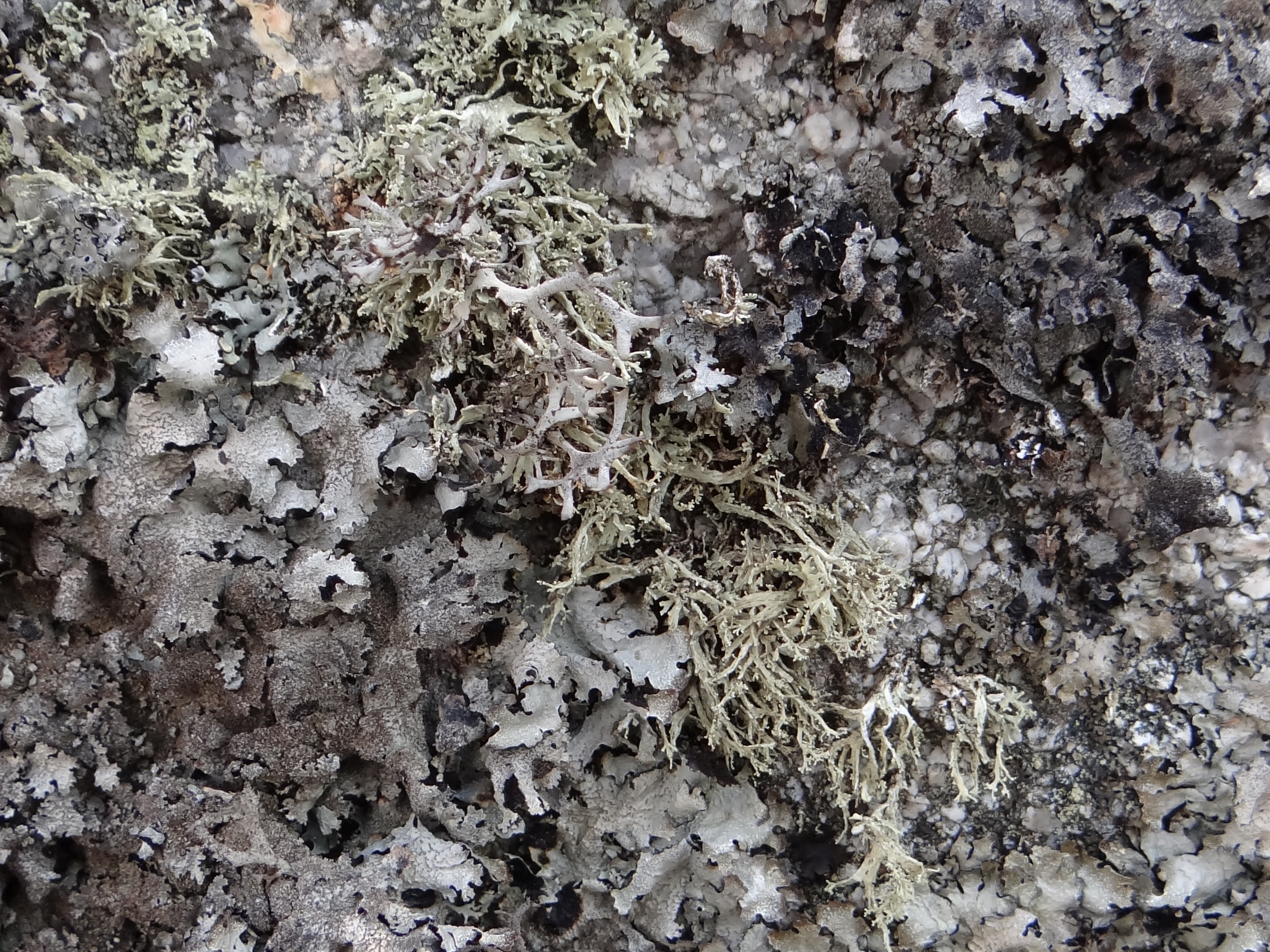
Odnożyca pośrednia i tarczownica skalna na granitowej skale

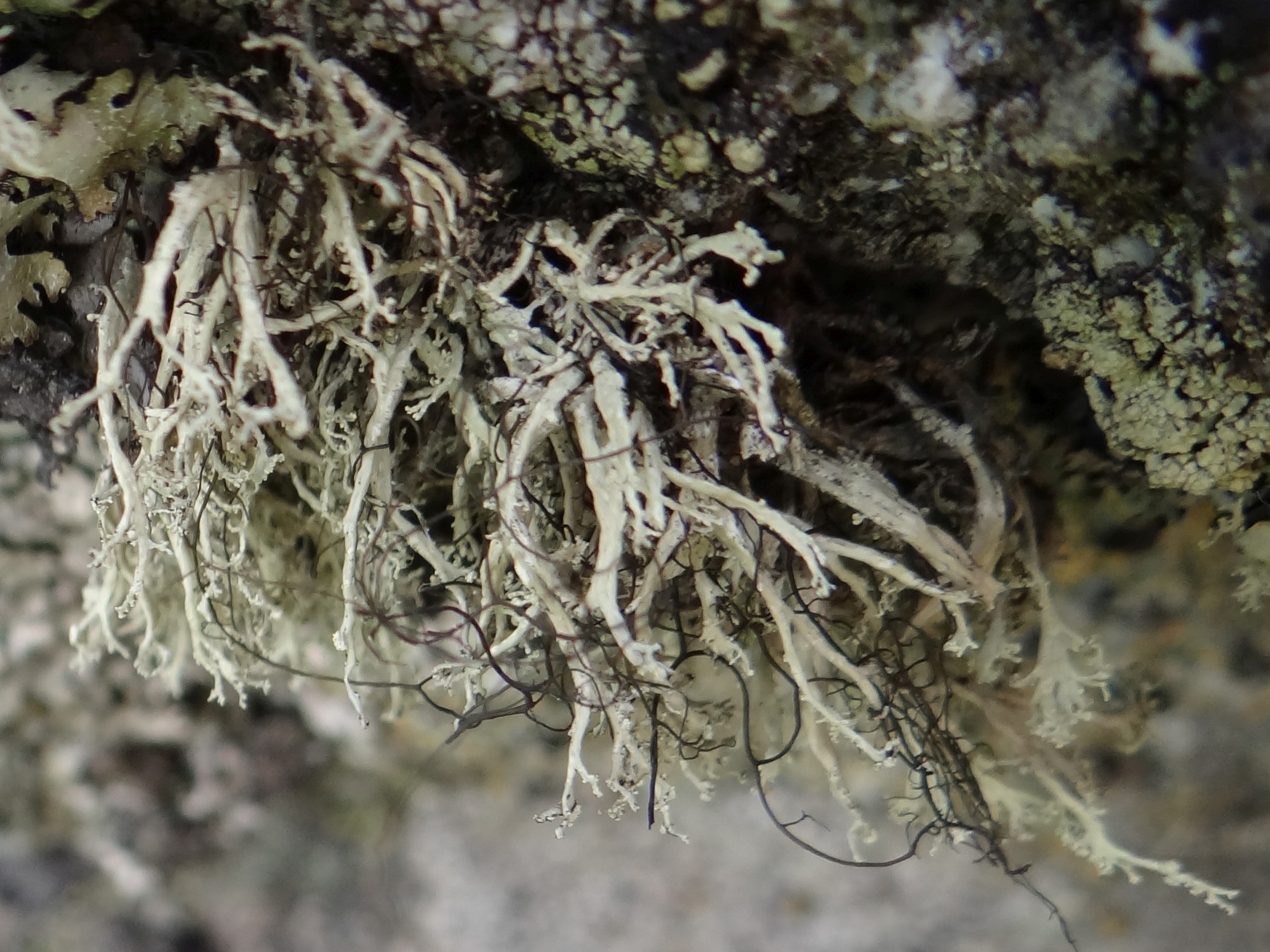
Odnożyca pośrednia i włostka

Odnożyca pośrednia (Ramalina intermedia (Delise ex Nyl.) Nyl.) – gatunek grzybów należący do rodziny odnożycowatych Ramalinaceae). Ze względu na współżycie z glonami zaliczany jest do porostów. 

## Systematyka i nazewnictwo
Pozycja w klasyfikacji według Index Fungorum: Ramalina, Ramalinaceae, Lecanorales, Lecanoromycetidae, Lecanoromycetes, Pezizomycotina, Ascomycota, Fungi.
Po raz pierwszy zdiagnozowali go w 1873 r. Dominique François Delise i William Nylander nadając mu nazwę Ramalina minuscula intermedia. Obecną, uznaną przez Index Fungorum nazwę nadał mu w tym samym roku William Nylander
Synonimy nazwy naukowej:
- Ramalina farinacea subsp. intermedia (Delise ex Nyl.) Cromb. 1886
- Ramalina minuscula intermedia Delise ex Nyl. 1870

Nazwa polska według Krytycznej listy porostów i grzybów naporostowych Polski. 

## Charakterystyka
Plecha krzaczkowata, o długości do 3 cm, przyrastająca do podłoża cienką i jasną nasadą. Często tworzy murawki. Rozgałęzia się widełkowato lub nieregularnie i złożona jest z odcinków o szerokości 1–2 mm, na przekroju poprzecznym obłych lub nieco spłaszczonych. Obydwie strony odcinków są jednakowe, podłużnie pofałdowane lub pokryte dołeczkami. Mają końce postrzępione, lub podzielone na drobniutkie odcineczki. Powierzchnia matowa lub nieco błyszcząca, o barwie jasnozielonawej, po wysuszeniu staje się słomkowa lub jasnobrunatna. Charakterystyczną cechą jest występowanie pod warstwą kory mechanicznej nibytkanki.
Na brzegach oraz na końcach odcinków zazwyczaj znajdują się soralia. Początkowo są to małe kropeczki, z czasem stają się większe, ale słabo odgraniczone od plechy. Po dojrzeniu i wypadnięciu urwistków w plesze zostają po nich wgłębienia. Bardzo rzadko natomiast występują owocniki. Są to lekanorowe apotecja o średnicy do 1 mm. Powstają na płaskiej stronie odcinków, mają wklęsłe, biało przyprószone tarczki i dość gruby brzeżek.  Powstają w nich dwukomórkowe, bezbarwne, elipsoidalne i proste zarodniki o rozmiarach 9–10 × 3–5 μm. W jednym worku powstaje po 8 zarodników. Pyknidy nie występują.
Reakcje barwne: kora K–, C–, KC+ żółty, P–; rdzeń K, C, KC–, P–.  Kwasy porostowe: w korze występuje kwas usninowy, w rdzeniu kwas homosekikaicowy, kwas sekikaicowy i kwas 4'-O-methylnorhomosekikaicowy.

## Występowanie i siedlisko
Odnożyca pośrednia występuje głównie na półkuli północnej, w Ameryce Północnej, Europie i Azji, na półkuli południowej opisano jej występowanie tylko w Republice Południowej Afryki. W Europie występuje tylko w jej północnej i środkowej części i  jest rzadka. 
W Polsce znana jest z niewielu stanowisk, skupionych głównie w Karpatach; w Pieninach, Beskidzie Wyspowym, w Gorcach, na Wyżynie Małopolskiej i Śląskiej. W północnej Polsce znana jest z 5 tylko stanowisk znajdujących się na Wybrzeżu Staropruskim, Pojezierzu Iławskim oraz na Równinie Bielskiej. W 2004 r. zlokalizowano nowe stanowiska tego gatunku w Lubiążu na Pradolinie Wrocławskiej, na górze Radunia na Przedgórzu Sudeckim oraz w Oleśnie. Są to w polskim piśmiennictwie lichenologicznym pierwsze opisane stanowiska tego gatunku w południowo-zachodniej części kraju.
Znajduje się na Czerwonej liście roślin i grzybów Polski. Ma status CR – gatunek krytycznie zagrożony, na granicy wymarcia w stanie dzikim. Jest gatunkiem ściśle chronionym.
Rozwija się głównie na skałach, zarówno na wapieniach, jak i na skałach krzemianowych, szczególnie w ich zagłębieniach, w miejscach przewieszonych i u podstawy skał. Czasami występuje także na starych ceglanych murach i na korze drzew.

## Gatunki podobne
Często mylona bywa z odnożycą opyloną (Ramalina pollinaria). Obydwa te gatunki występują na skałach i posiadają podobne brzegi odcinków z soraliami. Mylona bywa także z odnożycą mączystą (Ramalina farinacea). Od obydwu tych gatunków odróżnia się jednak miękką i kruchą plechą, luźnym miąższem i nie tak silnie spłaszczonymi odcinkami. Ponadto od o. opylonej odróżnia się ziarenkowatymi urwistkami, a od odnożycy mączystej kształtem i umiejscowieniem soraliów i brakiem reakcji z fosforem.